# Алексей IV Великий Комнин
Алексей IV Великий Комнин (ср.-греч. Αλέξιος Δ΄ Μέγας Κομνηνός, 1382 — 1429) — император Трапезунда.

## Биография
Алексей был сыном императора Мануила III Великого Комнина и Гульхан-Евдокии — дочери грузинского царя Давида IX. Уже в 1395 году отец дал ему титул деспота, сделав наследником престола. Однако отношения сына и отца сложились напряжёнными, и когда Мануил в 1417 году скончался, то Алексея даже обвиняли в причастности к его смерти.
У Трапезундской империи были напряжённые отношения с генуэзцами, контролировавшими черноморскую торговлю, и поэтому империя пыталась развивать отношения с их конкурентами венецианцами. В 1416 году началась война между генуэзцами и Трапезундом. Генуэзцы разбили трапезундский флот и захватили монастырь, который превратили в крепость. В 1418 году Алексей заключил с генуэзцами мирный договор, в соответствии с которым до 1422 года выплачивал репарации. В 1422 году у Алексея возник новый спор с генуэзцами по поводу репараций, он был решен лишь в 1428 году. Отношения с венецианцами были лучше .
После смерти Тамерлана, который в 1402 году завоевал Малую Азию, на полуострове начался хаос. Кара Юсуф, правитель Кара-Коюнлу, опустошил большую часть Армении и разбил эмира Арсинги и правителя Ак-Коюнлу. Алексей старался избежать конфликтов с соседями, выдавая своих дочерей замуж за мусульманских правителей: так, в 1420 году его дочь была выдана за Джаханшаха — сына Кара Юсуфа. Алексей согласился выплачивать зятю дань, которую ранее платил Тамерлану. Другая дочь Алексея — Мария — стала женой византийского императора Иоанна VIII.
По словам историка Джорджа Финлея, Алексей IV провел большую часть своей жизни в погоне за удовольствиями , хотя нет никаких доказательств этих обвинений в источниках. Уже в 1417 году Алексей дал своему старшему сыну Иоанну титул деспота, но вскоре отношения между отцом и сыном обострились. В 1426 году Иоанн убил казначея Алексея, обвинив того в связи с императрицей Феодорой Кантакузиной. Потом он попытался убить родителей, но это не удалось, и Иоанн бежал в Грузию .
После этого Алексей дал титул деспота другому сыну — Александру, и женил его на Марии Гаттилузио, дочери правителя острова Лесбос. Вскоре Иоанн отправился из Грузии в генуэзскую колонию Каффа, где нанял галеру, чтобы вернуться в Трапезунд и отвоевать трон. Алексей выступил ему навстречу, но был убит ночью наёмниками, призванными Иоанном.

## Семья и дети
В 1395 году Алексей женился на Феодоре Кантакузине. У них было не менее пяти детей:
- Иоанн IV Великий Комнин (1403—1459)
- Мария (1404—1439), вышла замуж за византийского императора Иоанна VIII Палеолога
- Александр Великий Комнин, женившийся на Марии Гаттилузио, дочери правителя острова Лесбос
- Давид Великий Комнин (1408—1463)
- дочь, выданная за Джаханшаха